# ميدان مارس (سانت بطرسبرغ)
حقل المريخ أو مارسوفو بولي (الروسية: Ма́рсово по́ле) هي حديقة كبيرة سميت باسم مارس ، إله الحرب الروماني، وتقع في وسط سانت بطرسبرغ ، وتبلغ مساحتها حوالي 9 هكتارات (22 فدان). يحدها ميدان مارس من الشمال قصر الرخام (مرامورني) وساحة سوفوروفا ومنزل إيفان بيتسكوي ومنزل ميخائيل سالتيكوف شيدرين. إلى الغرب توجد ثكنات فوج بافلوفسكي. يشكل الحدود إلى الجنوب نهر مويكا.

## تاري
يعود إلى القرن الثامن عشر. الحرب الشمالية العظمى على السويد. تم تغيير اسم الحقل إلى حقل التسلية (Poteshnoe Pole). في أربعينيات القرن التاسع عشر، تم تشغيل حقل التسلية لفترة قصيرة. يبدو بعد الهيئة الملكية للإمبراطورة إليزابيث. كانت الحديقة أرض الحفر العسكرية، حيث نُفذت الآثار ونُفذت التدريبات العسكرية. أصبح من معروفاً ب ميدان مارس في عهد بول الأول.
ي عام 1799 ، تم وضع مسلة روميانتسيف في وسط الميدان، وفي عام 1801 ، تم وضع نصب تذكاري لميخائيل كوزلوفسكي على يد ألكسندر سوفوروف على الجانب الجنوبي. تم تصوير القائد العسكري على أنه المريخ. في عام 1805 ، تم تغيير اسم Tsaritsyn Meadow رسميًا إلى ميدان مارس. تمت إزالة المسلة إلى جزيرة فاسيليفسكي في عام 1818 ، بينما تم نقل النصب التذكاري لسوفوروف، بناءً على اقتراح كارلو روسي، في ميدان سوفوروف، إلى جانب ميدان المريخ. بعد ثورة فبراير من عام 1917 ، فقد أخيرًا حقل المريخ أهميته كحفر عسكري وأصبح منطقة نصب تذكاري، يستخدم لدفن موتى الثورة المكرمين. في صيف عام 1942 ، خلال الحرب العالمية الثانية، كانت مغطاة بالكامل بحدائق نباتية لتزويد المدينة المحاصرة، والمعروفة باسم لينينغراد. في 6 نوفمبر 1957 ، أضاءت شعلة أبدية في وسط الحديقة، في ذكرى ضحايا الحروب والثورات المختلفة. كانت الشعلة الأولى في روسيا. من هنا، تم تسليم الشعلة إلى موسكو في عام 1967 وتم وضعها بالقرب من جدار الكرملين على قبر الجندي المجهول. تحترق الشعلة من حقل المريخ أيضًا في مقبرة بيسكاروفسكوي التذكارية وفي نصب تذكارية أخرى في سانت بطرسبرغ.

## روابط خارجية
- Field of Mars in Encyclopaedia of St. Petersburg
- Info (بالإنجليزية)
- Field of Mars on Google Maps